# لذیذماهی
بونیتو (نام علمی: Sardini) نام یک تبار از تیره تون‌ماهیان است.
این ماهی به عنوان خوشمزه‌ترین ماهی دنیا شناخته شده‌است 